# Vita di Richard Savage
Vita di Richard Savage (1744) di Samuel Johnson è stata la prima grande biografia pubblicata da Johnson. Il libro, pubblicato anonimo nel 1744, descrive la vita di Richard Savage, un poeta londinese amico di Johnson morto nel 1743. La biografia contiene molti dettagli riferiti da Savage sulla propria vita, compresa l'affermazione che egli era il discendente illegittimo di una nobile famiglia che loi rinnegò e l'abbandonò appena nato.
Savage condusse una vita abbastanza polemica e Johnson utilizzò il materiale raccolto per cercare di rispondere ad alcune più profonde questioni etiche. Il testo fu in seguito incluso in Vite dei Poeti, pubblicato nel 1779. La biografia di Savage venne bene accolta e motivò le prime lodi per Johnson. L'elogio per quest'opera dura da ben due secoli dalla sua prima edizione e viene considerata come "una delle migliori biografie brevi in lingua inglese".

## Contesto
La Vita di Savage non è stata la prima biografia scritta da Johnson poiché nel 1740 scrisse delle brevi biografie di Jean-Philippe Baratier, Robert Blake e di Francis Drake. Tra il 1737 e il 1739, Johnson fu amico di Savage. Savage era un poeta e drammaturgo, e a Johnson piaceva passare del tempo con lui discutendo di vari argomenti, oltre che bere e far baldoria. Tuttavia, quello stile di vita non poteva continuare, gli amici consigliarono Savage di trasferirsi a Bristol e mettere ordine nella sua vita. Savage non seguì il consiglio e finì per essere imporigionato per debiti e morire nel 1743.
Nel 1744, Johnson scrisse la sua prima sua impegnativa "vita", la Vita di Richard Savage, in onore del suo amico, Richard Savage. Subito dopo la morte di Savage, vari periodici cominciarono a pubblicare articoli sul poeta. Edward Cave, editore di Johnson, invogliò l'autore a scrivere una biografia del suo amico. Johnson iniziò a mettere insieme quante più lettere e dettagli biografici fosse possibile e compilò la sua articolata narrazione della vita di Savage.  Johnson dedicò gran parte del suo tempo al lavoro, e fu in grado di produrre, come egli affermò: "quarantotto delle pagine stampate in ottavo della vita di Savage in una volta sola, stando seduto tutta la notte."
Johnson completò la biografia poco prima del Natale del 1743 e venne pagato con quindici ghinee. L'opera composta da circa 200 pagine fu pubblicata anonima. Riscosse un immediato successo, ma non fu quel successo finanziario che Johnson o Cave si aspettavano né contribuì ad estendere all'epoca la fama di Johnson. Tuttavia, fu un inizio importante per Johnson come biografo ed il lavoro venne poi incluso nella sua serie Le vite dei più eminenti poeti inglesi

## Vita di Savage
Benché quest'opera sia una biografia, in parte si basava sul racconto della sua vita fatto da Savage in modo confidenziale e come tale conteneva tante piccole inesattezze. In particolare, Johnson prese per buono quanto Savage raccontò in merito alla sua nascita da bastardo poi rinnegato di una nobile casata, anche se c'erano ben poche testimonianze in merito. Tuttavia, Johnson non volle passare sotto silenzio i difetti del suo amico. Johnson riferì le molte colpe di Savage, ma ritenne che Savage in definitiva lungo tutto la sua vita subì torti e condanne immeritate o sproporzionate e che quindi meritava ammirazione.

## Valutazioni
Joshua Reynolds, amico di Johnson, disse a James Boswell che "Questo libro mi ha così coinvolto che, non essendo in grado di riporlo finché non lo avessi letto tutto, quando cercavo di muovere il braccio, lo sentivo del tutto intorpidito."
Walter Jackson Bate descrisse la Vita di Savage, come "una delle opere innovative nella storia della biografia". Margaret Lane sostiene che la Vita di Savage "è ancora la più avvincente fra tutte le biografie brevi scritte da Johnson ed il suo valore informativo all'epoca ne fece una lettura non omissibile."